# Athaumasta nana
Athaumasta nana là một loài bướm đêm trong họ Noctuidae.